# Дојч
Дојч (слч. Dojč) насељено је мјесто са административним статусом сеоске општине (слч. obec) у округу Сењица, у Трнавском крају, Словачка Република.

## Становништво
| Година:    | 1994. | 2004.   | 2014.   | 2024.    |
| ---------- | ----- | ------- | ------- | -------- |
| Број људи: | 1157  | 1241    | 1249    | 1380     |
| Разлика:   |       | +7,26 % | +0,64 % | +10,48 % |

| Година:    | 2023. | 2024.   |
| ---------- | ----- | ------- |
| Број људи: | 1363  | 1380    |
| Разлика:   |       | +1,24 % |

Према подацима о броју становника из 2024. године насеље је имало 1380 становника.